# الملك النمرود (مسلسل)
الملك النمرود هو مسلسل تاريخي دراما مصري. إنتاج عام 2013، من تأليف أشرف شتيوي وإخراج محمد زهير ومن بطولة: عابد فهد، محمود ياسين، صابرين، منى عبد الغني، فريال يوسف، يوسف شعبان، كريمة مختار، رجاء الجداوي. مخرج العمل استعان بفريق الماكياج الإيراني، الذي قدم من قبل مسلسل «يوسف الصديق».

## القصة
تدور أحداث المسلسل حول قصة سيدنا إبراهيم عليه السلام والملك وخوفه من ولادة طفل يقضى على عرشه وملكه فيقرر أن يقتل جميع الأطفال الذين يولدون في هذا العام.